# Lightfoot
Lightfoot, conosciuto anche come Berman L. Snow (fl. XX secolo), è stato un giocatore di lacrosse canadese, vincitore di una medaglia di bronzo nel lacrosse maschile a squadre ai Giochi della III Olimpiade.

## Palmarès
In carriera ha conseguito i seguenti risultati:
- Giochi olimpici

Saint Louis 1904: bronzo nel lacrosse maschile a squadre.